# Аранго, Хоан
Хоа́н Леа́ндро Ара́нго Амбуи́ла (англ. Johan Leandro Arango Ambuila; род. 5 февраля 1991 года, Кали, Колумбия) — колумбийский футболист, полузащитник клуба «Хуарес».

## Клубная карьера
Аранго начал профессиональную карьеру в клубе «Америка» из родного города. 15 августа 2009 года в матче против «Реал Картахена» он дебютировал в Кубке Мустанга. В 2011 году в поисках игровой практики Хоан перешёл в «Депор». 6 февраля в поединке против «Унион Магдалена» Аранго дебютировал в колумбийской Примере B. В этом же матче он забил свой первый гол за клуб. По окончании сезона Хоан покинул Депор и без особого успеха выступал за «Университарио Попаян» и родную «Америку».
Летом 2013 года Аранго перешёл в «Униаутонома». 6 сентября в матче против «Депортиво Перейра» он дебютировал за новую команду. 10 сентября в поединке против «Боготы» Хоан забил свой первый гол за «Униаутонома». По итогам сезона Аранго помог клубу выйти в элиту.
В начале 2014 года он перешёл в «Онсе Кальдас». 1 февраля в матче против «Патриотас» Хоан дебютировал за новую команду. 4 августа в поединке против «Медельина» Аранго забил свой первый гол за «Онсе Кальдас». В 2015 году он стал одним из лучших бомбардиров команды по итогам сезона. 12 февраля в матче Кубка Либертадорес против бразильского «Коринтианса» Аранго забил гол.
В начале 2016 года Хоан перешёл в «Индепендьенте Медельин». 31 января в матче против «Атлетико Букараманга» он дебютировал за новую команду. В этом же поединке Аранго забил свой первый гол за «Медельин».